# Уилсон, Джон Альфред
Джон Альфред «Альф» Уилсон (John Alfred «Alf» Wilson) — солдат армии США. В период Гражданской войны участвовал в рейде Эндрюса, за что стал одним из первых кавалеров Медали Почёта.

## Биография
Родился 25 июля 1832 года близ Уэртингтона (ныне северный пригород Колумбуса, округ Франклин, Огайо) в фермерской семье; отец — Иезекииль Уилсон (Ezekiel Wilson, о матери информации нет). Поначалу работал на ферме своих родных, прежде чем 29 августа 1861 года в Перрисберге не записался рядовым на военную службу на три года в армию Союза.
12 апреля 1862 года Джон Альфред Уилсон (сам он себя называл Альф Уилсон) принял участие в дерзкой операции, известной как «рейд Эндрюса» (в честь лидера — шпиона Джеймса Эндрюса) или «Великая паровозная гонка». В ходе данного рейда отряд из 22 солдат-добровольцев и 2 гражданских проник в штат Джорджия в тыл Конфедерации и угнал состав во главе с паровозом «Генерал», после чего направился на нём на север с целью нанести максимальный ущерб Западно-Атлантической железной дороге, которая имела огромную стратегическую важность для армии Юга. Непосредственно Альф Уилсон выполнял в команде обязанности тормозильщика, для чего находился на крыше первого грузового вагона у колеса ручного тормоза (пневматические тормоза тогда ещё не применялись). Эта паровозная гонка продлилась почти 89 миль (143 км), однако из-за преследования группой железнодорожников, использующих паровоз «Техас», северяне были вынуждены бросить «Генерала», а в течение нескольких последующих дней они все были пойманы.
В июне 1862 года восемь рейдеров были повешены в Атланте. Тогда 16 октября того же года восемь рейдеров, включая Уилсона, сбежали из плена. 10 ноября Альфа Уилсона в Мексиканском заливе подобрала канонерская лодка, благодаря чему он смог вернуться в свой полк. 17 сентября 1863 года был награждён медалью Почёта за участие в рейде Эндрюса. 22 сентября 1864 года был уволен со службы и на следующий день отправлен в запас.
После войны издал книгу о рейде под названием «Adventures of Alf Wilson – A Thrilling Episode of the Dark Days of the Rebellion» (с англ. — «Приключения Альфа Уилсона — захватывающий эпизод тёмных дней сопротивления»).
Умер 28 марта 1904 года в Перрисберге; похоронен на кладбище Юнион-Хилл (Union Hill Cemetery) между Перрисбергом и Боулинг-Грин.